# آصلیهان مالبورا
آسلیهان مالبورا (انگلیسی: Aslıhan Malbora؛ زادهٔ ۷ نوامبر ۱۹۹۵) بازیگر است. وی از سال ۲۰۱۷ میلادی تاکنون مشغول فعالیت بوده‌است. او در سریال سه قرون نقش لیلا را ایفا می‌کند.
اسلیهان مالبورا در سومین سریال خود بسیار بی سر و صدا حاضر شد و در این زمینه از مخاطبان خود جلوتر بود. او در سریال مادر گریان (Ağlama Anne) که توسط شرکت فیلم سازی Süreç Film تهیه شد در نقش زینب به ایفای نقش پرداخت. این سریال از شبکه ATV پخش شد. اسلیهان پس از این سریال و با توجه به تجربه تلخ خود در سریال “سطان قلبم” به کسی که بسیار مودبانه پیشنهادهای کاری را رد می کند شهرت یافت.
این بازیگر زیبا که اکنون بهترین دوره زندگی خود تا کنون را سپری می کند اعلام کرده: بزرگترین کنجکاوی او این است که بداند نقش بعدی او چه خواهد بود. اسلیهان که یکی از چهره های جدید و نوظهور سینما و تلویزیون ترکیه است به نظر می رسد که در آینده در فیلم و سریال های زیادی دیده خواهد شد.
این هنرمند از دوران کودکی علاقه بسیاری به بازیگری داشت و سپس بعد از فارغ التحصیلی از دانشگاه استانبول در آکادمی خانه هنر به آموزش و تمرین بازیگری پرداخت.
آسلیهان به خاطر چهره زیبا و همچنین استعداد بسیار بازیگری در همان دوران هنر آموزی، نظر خیلی از کارگردان ها و تهیه کنندگان را به خود جلب کرد.
بنابراین ایشان در سال ۲۰۱۷ نخستین فعالیت حرفه ای خود را با سریال “عشق چه کار ها که نمی کنه” در نقش زینب در کنار بازیگرانی از جمله یوسف چیم، اجم چالیک و سرن شیرینچه شروع کرد.
فارغ التحصیل رشته مهندسی صنایع غذایی و مهندس شیمی از دانشگاه صنعتی استانبول میباشد که از ۲۲ سالگی بازیگری را آغاز کرد
این بازیگر ترکی جوان ۱۶۳ سانتی متر قد و ۵۲ کیلوگرم وزن دارد و‌ با سریال «گریه نکن مادر» (Ağlama Anne) به شهرت رسیده است
سپس او در سریال “سلطان قلبم” در کنار علی ارسان دورو و الکساندرا نیکفروا به ایفای نقش پرداخت. این سریال از شبکه  (Star TV) پخش شد اما متاسفانه بخاطر محبوبیت پایین خیلی زود تمام شد.
آسلیهان در سال ۲۰۱۸ در سریال “گریه نکن مادر” حاضر شد و در کنار بازیگران مطرحی همچون بیرجه آکالای، جانسل الچین، اکین مرت دایماز و سلیم بایراکتار همبازی بوده است.
از آخرین بازی آسلیهان مارلبرو در تلویزیون می توان به سریال “همه جا با تو” محصول ۲۰۱۹ اشاره داشت. بازیگران نقش اصلی این سریال فورکان آندیچ و آیبوکه پوسات هستند.
پس از فارغ التحصیلی از دانشگاه، در خانه ی هنر Akademi 35.5 دوره های حرفه ای هنرپیشگی را گذراند
اولین نشانه های علاقه به تئاتر در او در دوره دانشگاه بروز کرد و به دلیل همین علاقه زیاد به سمت کلوپ بازیگری دانشگاه جذب شد
در ادامه به خاطر زیبایی و همچنین استعداد زیاد در همان دوران هنرآموزی نظر بسیاری از تولید کننده ها را به خود جلب کند